# Karakapı, Niğde
Karakapı là một xã thuộc huyện Altunhisar, tỉnh Niğde, Thổ Nhĩ Kỳ. Dân số thời điểm năm 2011 là 3162 người.